# Sài đất
Sài đất hay còn gọi cúc nhám, ngổ núi, sơn cúc bò (danh pháp khoa học: Sphagneticola calendulacea) là một loài thực vật có hoa trong họ Cúc. Loài này được (L.) Pruski miêu tả khoa học đầu tiên năm 1996.
Sài đất là cây thân thảo, mọc bò, mọc dại nơi ẩm mát. Lá có lông, hoa vàng.
Sài đất chứa các hoạt chất wedelolactone và demethylwedelolactone. Sài đất được dùng để chữa ho, viêm họng, mụn nhọt, rôm sảy.

## Hình ảnh

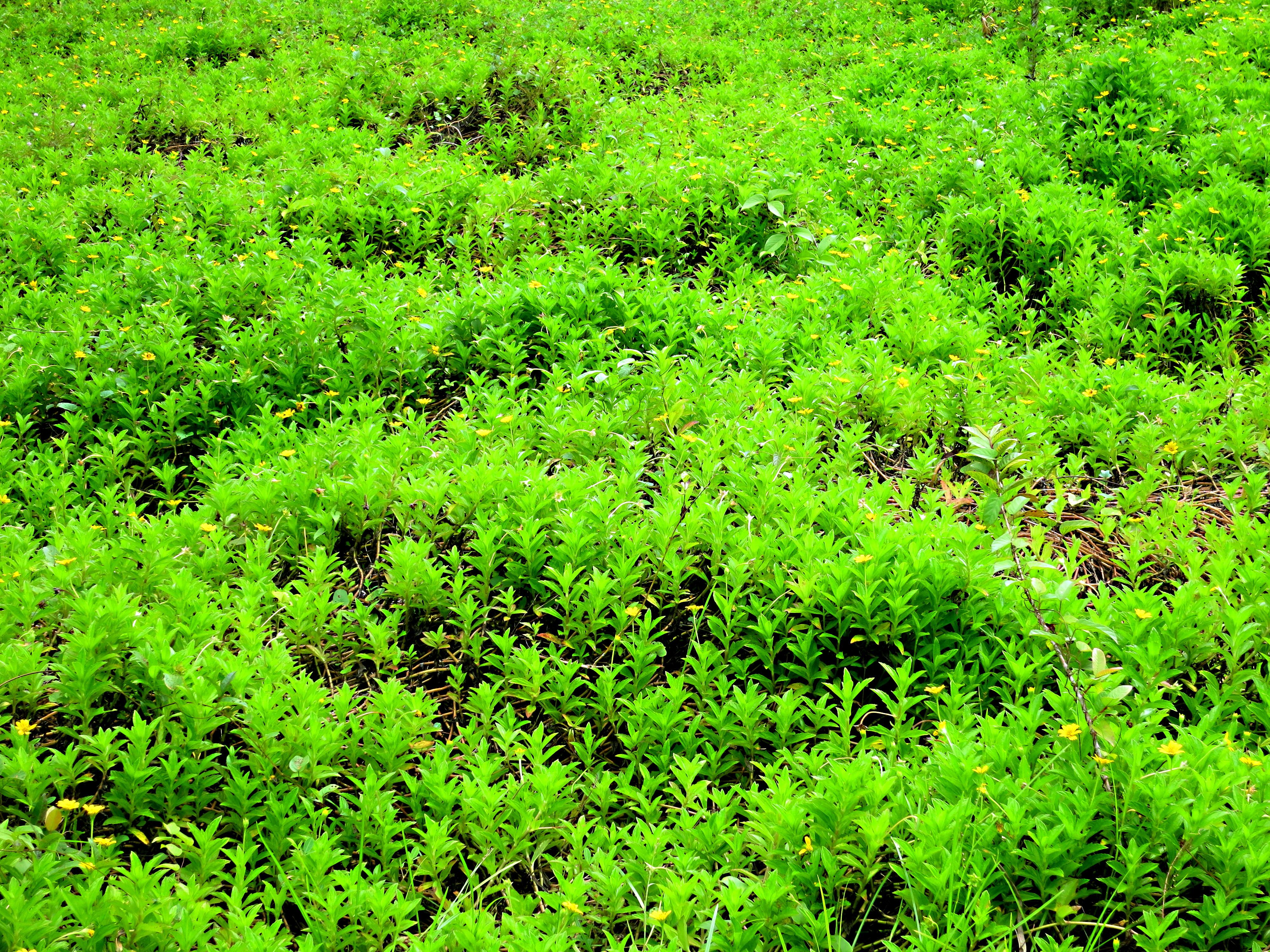
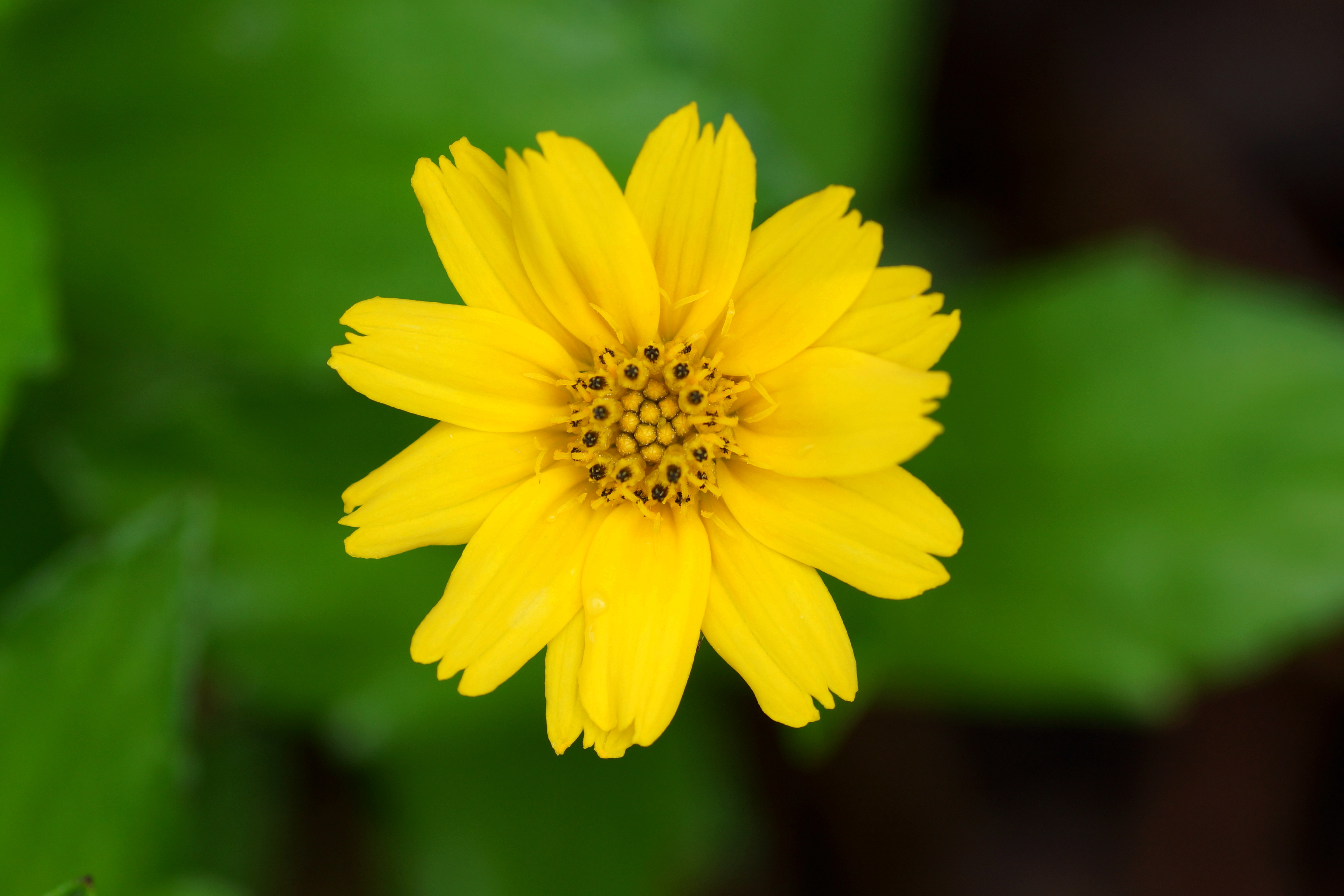
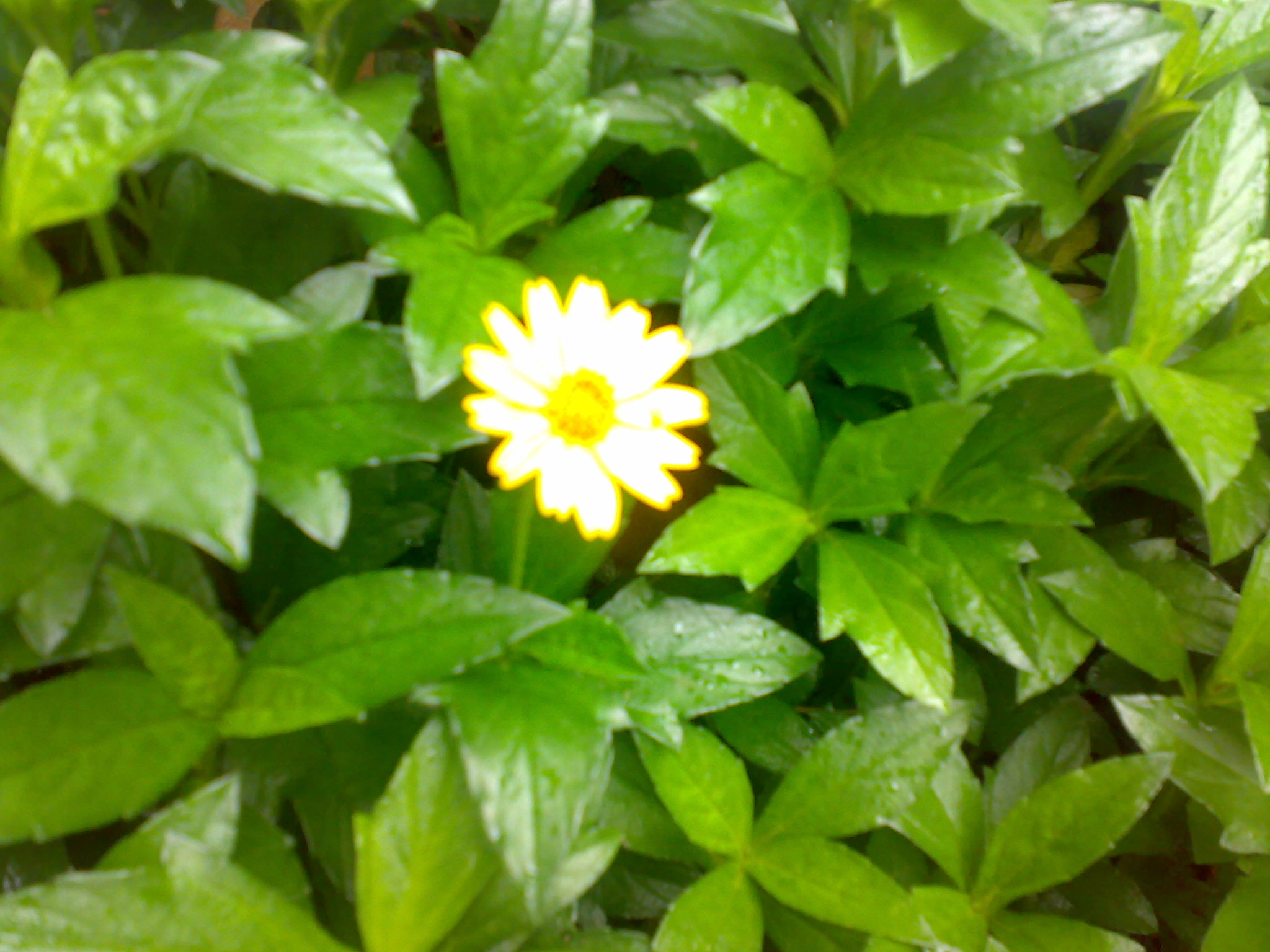